# Catherine d'Etchéa
Catherine d'Etchéa, seudónimo de Paulette Boudet, (1920 – 2 de marzo de 2007) fue una escritora francesa, laureada con el Premio Livre Inter en 1975.

## Obras
- 1975: Des demeures et des gens, cuentos, Éditions Gallimard, Prix du Livre Inter.
- 1976: Personnes publiques, vies privées, Éditions de la Mesa ronde.
- 1988: Ce combate n'est pas le tien, Editorial Fayard.